# Okaze-Canyon
Der Okaze-Canyon (georgisch ოკაცეს კანიონი Okazes Kanioni) ist eine Schlucht und ein Naturdenkmal (IUCN) in der Nähe des Dorfes Zeda Gordi in der Munizipalität Choni in der Region Imeretien in Georgien.
Die Schlucht befindet sich im Tal des Flusses Okaze, eines Zuflusses des Zcheniszqali. Der Okaze ist rund 14 Kilometer lang. Die durch Erosion entstandene Schlucht ist etwa zwei Kilometer lang, zwischen 3 und 20 Meter breit und 20 bis 200 Meter tief. In der Schlucht gibt es mehrere Wasserfälle. Die Länge des Sees Oskhapo beträgt 60 Meter. Es gibt mehrere natürliche Brücken über den Fluss, eine davon heißt Boga. In der Schlucht gibt es Höhlen, aus denen Karstwasser fließt.
An den Ufern der Schlucht wachsen recht große Buchsbäume, die Ufer des Tals sind mit Waldbüschen bewachsen. Der Weg vom Dorf Zeda Gordi nach Osten verläuft in Serpentinen bis zum Grund der Schlucht. Hier überschreitet die Breite der Schlucht keine 4 Meter, während die Tiefe 50 Meter beträgt.
Unterhalb der Boga nimmt die Tiefe der Schlucht zu und erreicht 100 Meter, da der Boden des alten Tals an einigen Stellen abgerutscht ist. Geologen haben hier eine tektonische Platte entdeckt, eine Spalte in der Erdkruste, die sich an den Rändern entlang bewegt. Der untere Teil des Tals ist im Vergleich zum mittleren Abschnitt um mehrere Dutzend Meter angehoben.